# Kōichi Nakamura
Kōichi Nakamura (中村 光一 Nakamura Kōichi?,  nacido el 16 de agosto de 1964) es un diseñador de videojuegos japonés. Prodigio en la programación, Nakamura empezó a ganar fama en el instituto. En 1982 participó en el concurso de programación nacional de la empresa de videojuegos Enix y logró el primer puesto con su juego Door Door. En 1984 fundó la empresa de videojuegos Chunsoft.

## Trabajos
- Door Door (diseñador)
- Portopia Renzoku Satsujin Jiken
- Newtron
- Dragon Quest
- Dragon Quest II
- Dragon Quest IV
- Dragon Quest V
- Torneko no Daibōken: Fushigi no Dungeon
- Bust a Groove
- Chocobo's Dungeon 2
- Imabikisō (productor general)